# Tilligte
Tilligte (52° 24′ N, 6° 57′ L) é uma cidade dos Países Baixos, na província de Overijssel. Tilligte pertence ao município de Dinkelland, e está situada a 10 km, a norte de Oldenzaal.
Em 2001, a cidade de Tilligte tinha 362 habitantes. A área urbana da cidade é de 0.15 km², e tem 117 residências.
A área de Tilligte, que também inclui as partes periféricas da cidade, bem como a zona rural circundante, tem uma população estimada em 760 habitantes.